# Biserica reformată din Peșteana
Biserica reformată din Peșteana este un monument istoric aflat pe teritoriul satului Peșteana; comuna Densuș. În Repertoriul Arheologic Național, monumentul apare cu codul 89384.03.

## Localitatea
Peșteana (maghiară Nagypestény) este un sat în comuna Densuș din județul Hunedoara, Transilvania, România. Prima atestare documentară datează din anul 1404, cu denumirea Pesten. 

## Biserica
Perioada de construcție a bisericii este incertă. A fost menționată pentru prima dată în anul 1714. Cele două deschideri de deasupra intrării în turn puteau servi fie pentru apărare, fie pentru a manevra o poartă retractabilă. Clopotul este din 1730. Lăcașul de cult a fost întreținut de o mică congregație până la sfârșitul secolului XX, dar până în anii 2000 credincioșii au dispărut aproape complet (la recensământul din 1992 mai erau doar 3 reformați).

## Imagini din exterior

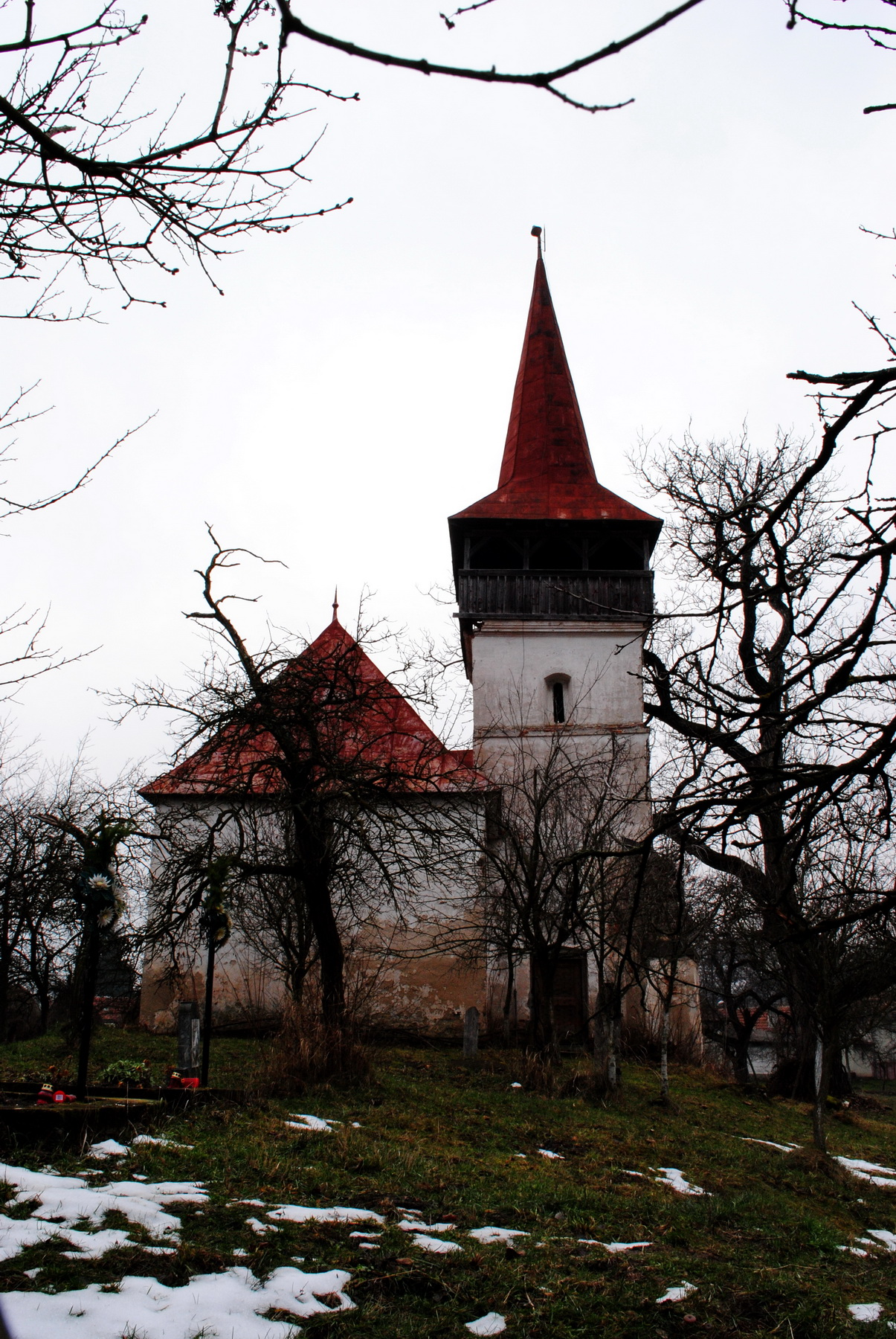
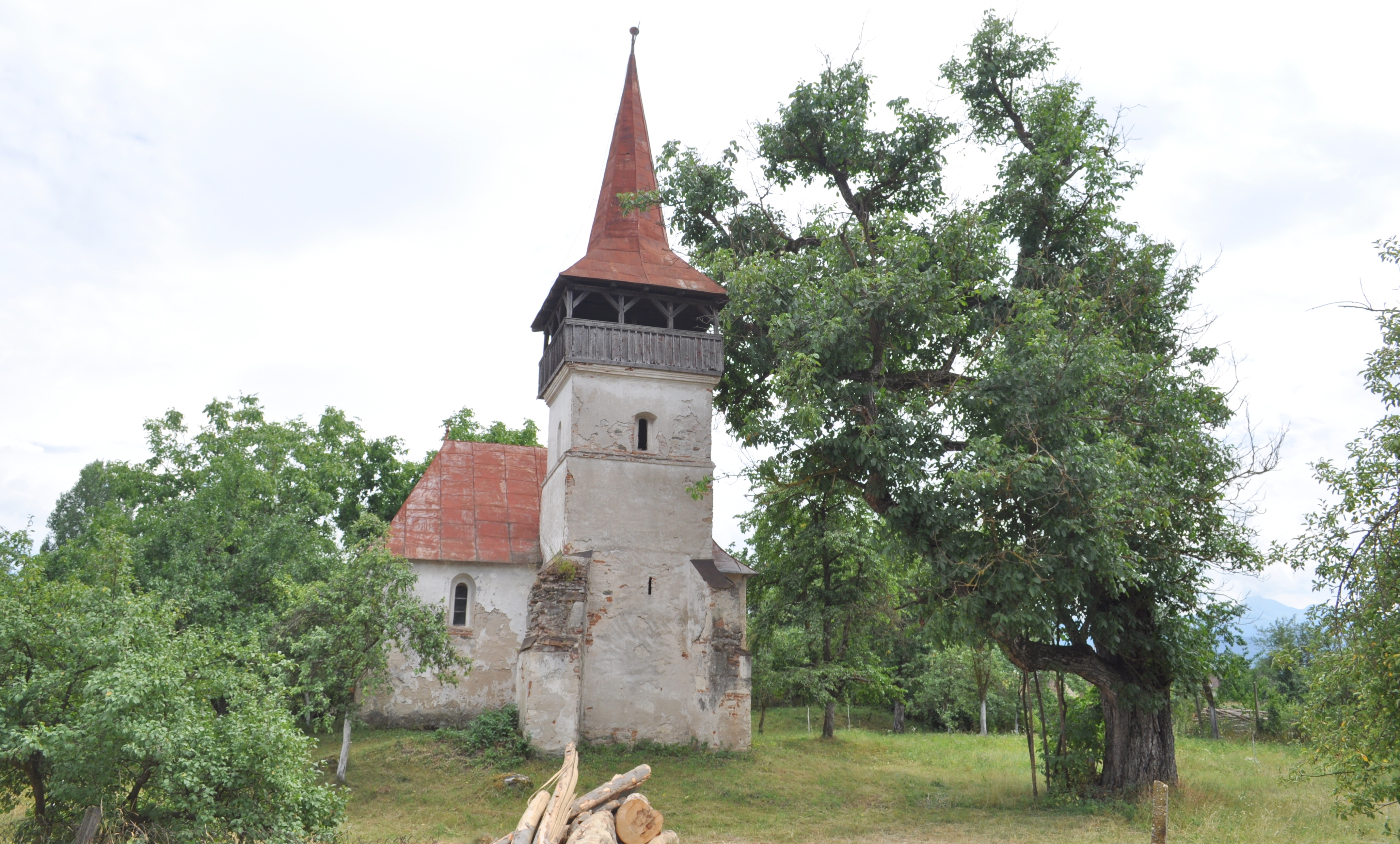
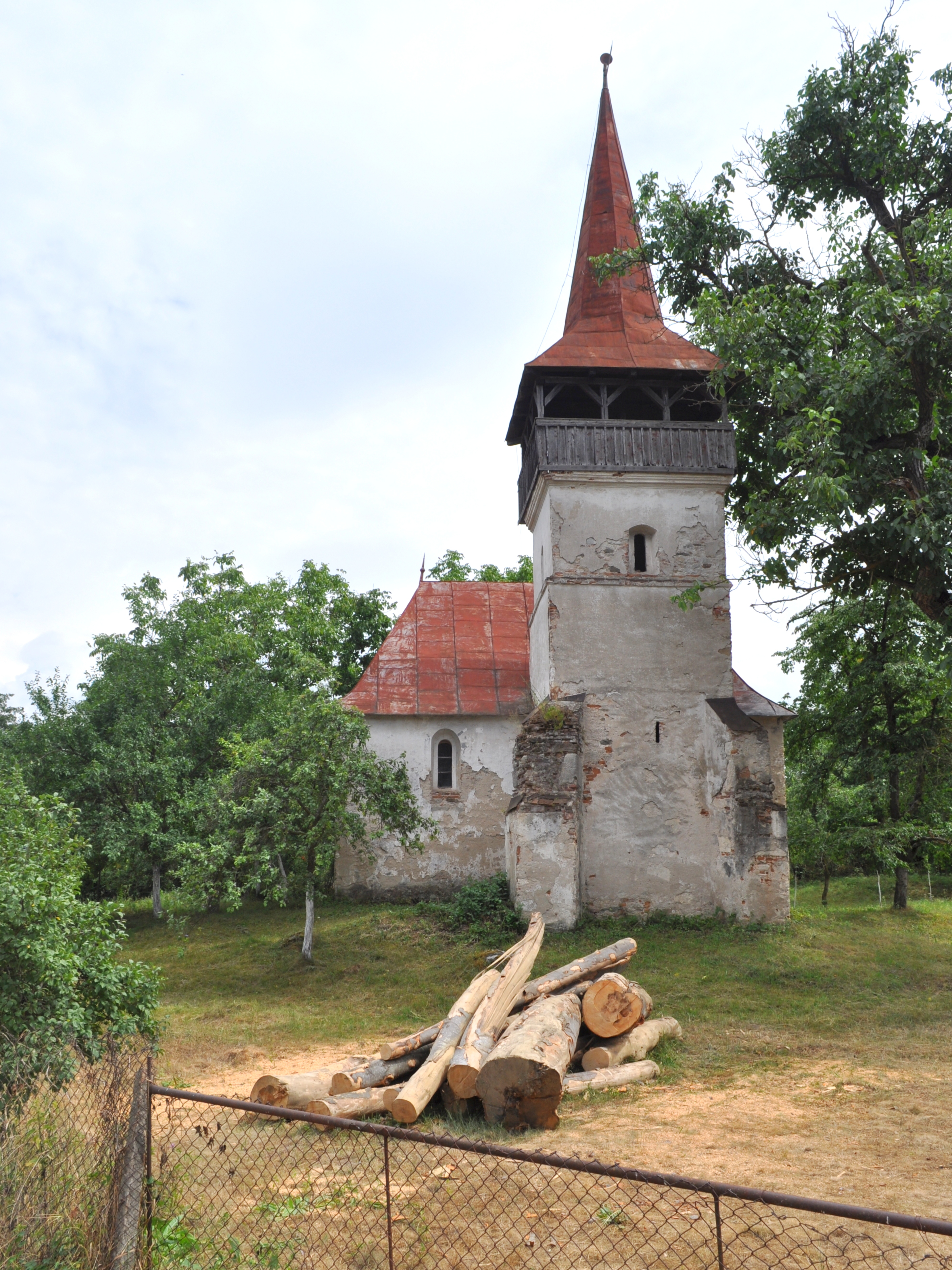
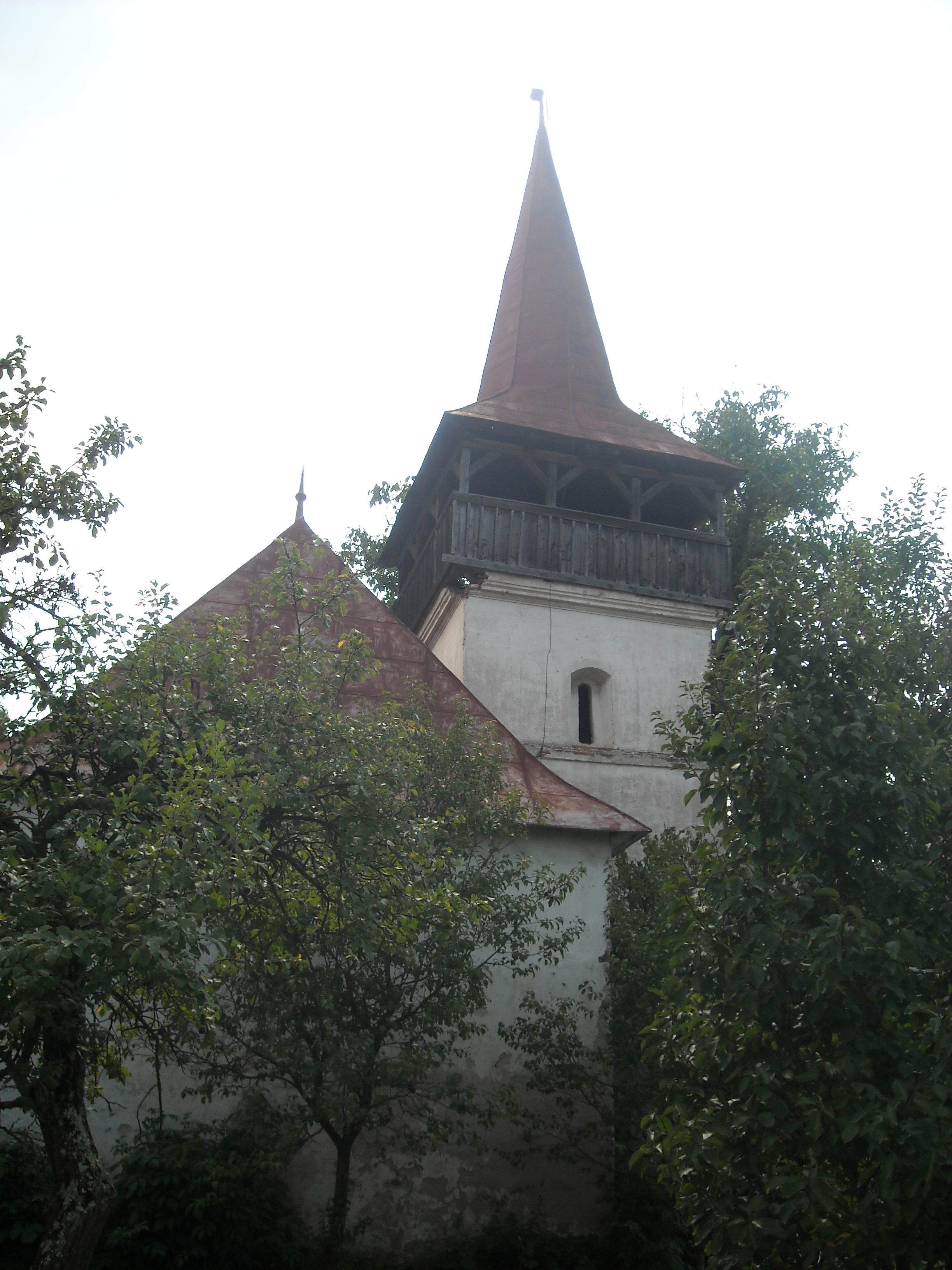
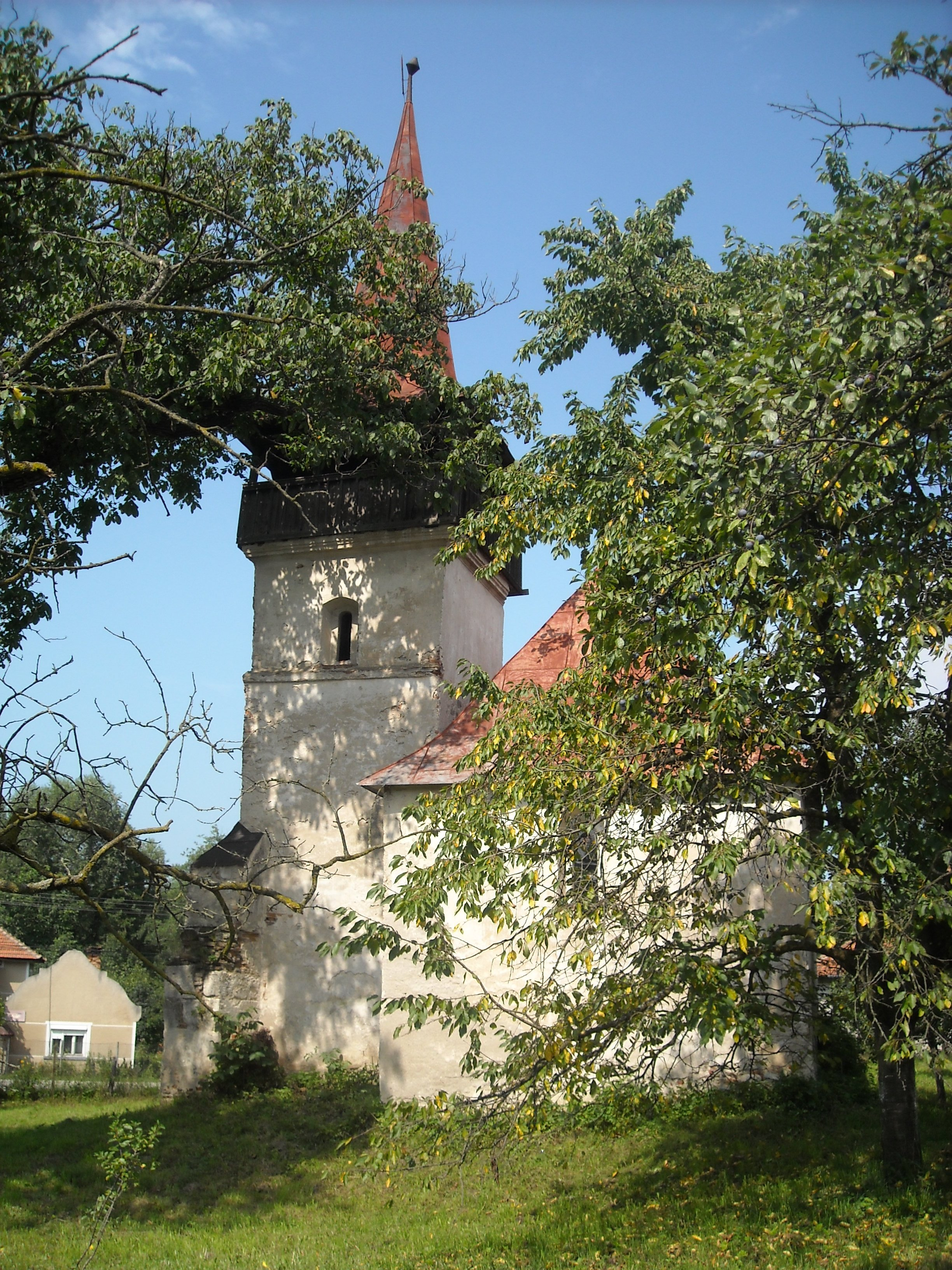

## Vezi și
- Peșteana, Hunedoara